# Trois huit (film)
Pour l’article homonyme, voir  Trois huit.
Pour plus de détails, voir Fiche technique et Distribution.
Trois huit est un film français réalisé par Philippe Le Guay, sorti en 2001.
L'intrigue principale se joue à l'usine et dépeint une réalité sociale : le mode de vie - à la fois difficile et solidaire - des ouvriers. Le réalisme recherché par Philippe Le Guay fait penser au style de Ken Loach[réf. souhaitée].

## Synopsis
Pierre est ouvrier dans une usine de verre. Tout va basculer lorsqu'il décide de travailler en nocturne. Là, il rencontre l'équipe de nuit, dont Fred qui va faire de lui son souffre-douleur.

## Fiche technique
- Titre : Trois huit
- Réalisation : Philippe Le Guay
- Scénario : Philippe Le Guay, Olivier Dazat et Régis Franc
- Production : Bertrand Faivre, Adeline Lecallier
- Musique : Yann Tiersen
- Photographie : Jean-Marc Fabre
- Montage : Emmanuelle Castro
- Décors : Jimmy Vansteenkiste
- Costumes : Anne Schotte
- Pays d'origine :  France
- Format : couleurs - Son Dolby SR
- Genre : drame
- Durée : 95 minutes
- Dates de sortie : 
  - 15 février 2001 au	Berlin International Film Festival, en Allemagne
  - 14 mars 2001 en France

## Distribution
- Gérald Laroche : Pierre
- Marc Barbé : Fred
- Luce Mouchel : Carole
- Bastien Le Roy : Victor
- Bernard Ballet : Franck
- Alexandre Carrière : Danny
- Michel Cassagne : Alain
- Philippe Frécon : Yvon
- Sabri Lahmer : Farid
- Jean-François Lapalus : Mickey
- Marie Verdi : la mère de Pierre